# Pseudosmittia oxoniana
Pseudosmittia oxoniana är en tvåvingeart som först beskrevs av Edwards 1922.  Pseudosmittia oxoniana ingår i släktet Pseudosmittia och familjen fjädermyggor.
Artens utbredningsområde är Grönland. Arten är reproducerande i Sverige. Inga underarter finns listade i Catalogue of Life.